# Campeonato Europeu de Atletismo em Pista Coberta de 2011 - 3000 m feminino
A prova dos 3000 metros feminino do Campeonato Europeu de Atletismo em Pista Coberta de 2011 foi disputada entre 5 e 6 de março de 2011 na AccorHotels Arena em Paris, França.

## Recordes
Antes desta competição, os recordes mundiais e do campeonato nesta prova eram os seguintes:
|                       | Nome              | Nacionalidade | Tempo     | Local     | Data                    |
| --------------------- | ----------------- | ------------- | --------- | --------- | ----------------------- |
| Recorde mundial       | Meseret Defar     | Etiópia       | 8m 23s 72 | Estugarda | 3 de fevereiro de 1997  |
| Recorde do campeonato | Fernanda Ribeiro  | Portugal      | 8m 39s 49 | Estocolmo | 9 de março de 1996      |
| Recorde europeu       | Liliya Shobukhova | Rússia        | 8m 27s 86 | Moscou    | 17 de fevereiro de 2006 |

## Medalhistas
| Ouro                  | Prata                | Bronze                  |
| Helen Clitheroe (GBR) | Lidia Chojecka (POL) | Layes Abdullayeva (AZE) |

## Resultados

### Bateria
Qualificação: 4 atletas de cada bateria  (Q) mais os  4 melhores qualificados (q).  
Bateria 1
| Posição. | Raia | Atleta             | Nacionalidade | Tempo   | Notas                |
| -------- | ---- | ------------------ | ------------- | ------- | -------------------- |
| 1        | 6    | Sultan Haydar      | Turquia       | 9:03.50 | Q,                   |
| 2        | 5    | Elena Zadorožnaja  | Rússia        | 9:04.03 | Q                    |
| 3        | 7    | Dolores Checa      | Espanha       | 9:04.06 | Q                    |
| 4        | 4    | Natalija Tobias    | Ucrânia       | 9:05.57 | q,                   |
| 5        | 8    | Christine Bardelle | França        | 9:08.15 | q                    |
| 6        | 2    | Paula González     | Espanha       | 9:10.37 | q                    |
| 7        | 1    | Silvia Weissteiner | Itália        | 9:19.96 | Recorde da temporada |
|          | 3    | Mary Cullen        | Irlanda       |         | DNS                  |
|          | 9    | Olesja Syreva      | Rússia        | DSQ     | Doping               |

Bateria 2
| Posição. | Raia | Atleta            | Nacionalidade | Tempo   | Notas |
| -------- | ---- | ----------------- | ------------- | ------- | ----- |
| 1        | 6    | Layes Abdullayeva | Azerbaijão    | 9:00.80 | Q     |
| 2        | 4    | Helen Clitheroe   | Reino Unido   | 9:01.45 | Q     |
| 3        | 3    | Lidia Chojecka    | Polónia       | 9:06.44 | Q     |
| 4        | 1    | Natalja Popkova   | Rússia        | 9:13.85 | Q     |
| 5        | 7    | Roxana Bârcă      | Roménia       | 9:17.29 | q     |
| 6        | 9    | Sonia Bejarano    | Espanha       | 9:28.31 |       |
| 7        | 5    | Svitlana Šmidt    | Ucrânia       | 9:43.62 |       |
|          | 2    | Sylwia Ejdys      | Polónia       |         | DNF   |
|          | 8    | Alemitu Bekele    | Turquia       |         | DSQ   |

### Final
A final foi realizada às 15:15 no dia 6 de março de 2011.  
| Posição.          | Raia | Atleta             | Nacionalidade | Tempo   | Notas                |
| ----------------- | ---- | ------------------ | ------------- | ------- | -------------------- |
| Medalha de ouro   | 4    | Helen Clitheroe    | Reino Unido   | 8:56.66 |                      |
| Medalha de prata  | 8    | Lidia Chojecka     | Polónia       | 8:58.30 |                      |
| Medalha de bronze | 10   | Layes Abdullayeva  | Azerbaijão    | 9:00.37 | Recorde da temporada |
| 4                 | 12   | Dolores Checa      | Espanha       | 9:02.18 |                      |
| 5                 | 1    | Natalija Tobias    | Ucrânia       | 9:02.94 | Recorde pessoal      |
| 6                 | 2    | Natalja Popkova    | Rússia        | 9:03.42 |                      |
| 7                 | 11   | Elena Zadorožnaja  | Rússia        | 9:06.44 |                      |
| 8                 | 9    | Sultan Haydar      | Turquia       | 9:08.84 |                      |
| 9                 | 5    | Roxana Bârcă       | Roménia       | 9:09.19 |                      |
| 10                | 6    | Christine Bardelle | França        | 9:10.40 |                      |
| 11                | 3    | Paula González     | Espanha       | 9:20.32 |                      |
|                   |      | Olesja Syreva      | Rússia        | DSQ     | Doping               |

Legenda
| Recorde mundial       | Recorde mundial (World record)               |                       | Recorde africano                      | Recorde africano (African) |                                           | Q | Classificado por posição (Qualified) |
| Recorde do campeonato | Recorde do campeonato (Championship record)  | Recorde da América    | Recorde da América (Americas)         | q                          | Classificado por melhor tempo (Qualified) |   |                                      |
| Melhor marca do ano   | Melhor marca do ano (World leading)          | Recorde asiático      | Recorde asiático (Asian)              | DNS                        | Não largou (Did not start)                |   |                                      |
| Recorde nacional      | Recorde nacional (National record)           | Recorde europeu       | Recorde europeu (European)            | DNF                        | Não terminou (Did not finish)             |   |                                      |
| Recorde pessoal       | Recorde pessoal do atleta (Personal best)    | Recorde da Oceania    | Recorde da Oceania (Oceania)          | DSQ / DQ                   | Desclassificado (Disqualified)            |   |                                      |
| Recorde da temporada  | Recorde da temporada do atleta (Season best) | Recorde sul-americano | Recorde sul-americano (South America) | NM                         | Sem marca (No mark)                       |   |                                      |